# Johann Florian Heller

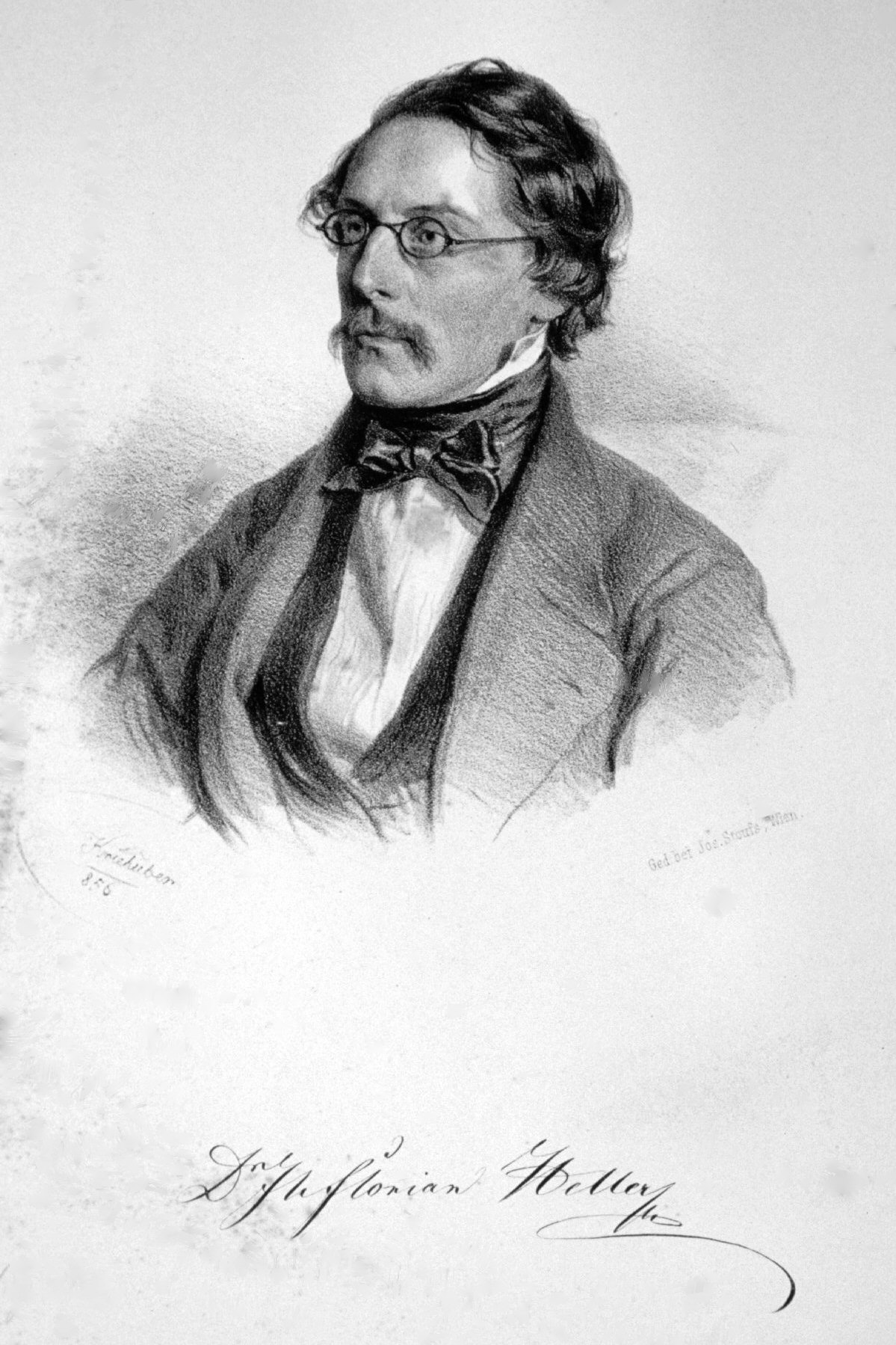
Johann Florian Heller, Lithographie von Josef Kriehuber, 1856

Johann Florian Heller (* 4. Mai 1813 in Iglau; † 21. November 1871 in Wien) war ein österreichischer Arzt und Chemiker. Er entdeckte wichtige Reaktionen zum Nachweis von Zucker, Eiweiß und Blut im Harn und gilt heute als einer der Begründer der Klinischen Chemie.

## Leben
Er kam als ältestes von 10 Kindern eines Apothekers zur Welt und wollte ebenfalls die Apothekerlaufbahn ergreifen. Er studierte jedoch in Prag Medizin. Während er als Arzt praktizierte, studierte er auch noch Chemie bei Adolf Martin Pleischl. Während seiner Promotion entdeckte er die Rhodizonsäure, die er aus dem Produkt von mit Holzkohle geglühter Pottasche erhielt. Er schloss seine Dissertation 1837 ab und veröffentlichte sie in Prag mit dem Titel Ueber die Rhodizonsäure, eine neue Oxidationsstufe des Kohlenstoffs und die Krokonsäure, dann die Salze beider; eine Zusammenfassung publizierte er ebenfalls 1937 in den Annalen der Pharmacie. Seit 1838 in Wien, richtete er ab 1842 unter hohem persönlichen Einsatz am Wiener Allgemeinen Krankenhaus ein pathologisch-chemisches Laboratorium ein, wo er zur Unterstützung der Kliniker umfangreiche Harn- und Blutanalysen durchführte. Es gelang ihm jedoch nicht, für sein Arbeitsgebiet Anerkennung zu finden und sich in der Hierarchie der Professoren eine gefestigte Position zu schaffen. 1850 erhielt er ein Reisestipendium zum Zweck der Weiterbildung. Diese Studienreise führte ihn nach Deutschland, in die Schweiz und nach Frankreich. In seinem umfassenden Reisebericht an das k.k. Kultusministerium beschrieb er den Zustand der Hospitäler, Universitäten, Apotheken sowie Ausstattung und Stand der Wissenschaft in den besuchten Ländern.

## Leistung
Heller ist der Pionier der chemischen Harndiagnostik und führte als erster die heute weltweit routinemäßig durchgeführte chemische und mikroskopische Harnanalyse in Österreich ein. Seine Harnuntersuchungen erstreckten sich auf Dichte, Eiweiß, Blut und Zucker. Die von ihm entwickelte Eiweißprobe wurde 1852 bekannt. Er gilt heute als Mitbegründer des medizinischen Spezialfaches Klinische Chemie.
Seine Entdeckung der Herstellung der Rhodizonsäure aus den anorganischen Stoffen Kohlenstoff und Pottasche im Jahr 1837 gehört zusammen mit der Darstellung der Krokonsäure, die 1835 auf dem gleichen Wege erhaltenen worden war, zu den ersten Synthesen organischer Verbindungen: sie erfolgte noch vor der Herstellung von Harnstoff aus anorganischen Salzen durch Friedrich Wöhler im Jahr 1828.

## Ehrungen
Mehrere Nachweismethoden wurden nach Heller benannt: Hellers Urin-Eiweißprobe, Hellers Urinblutprobe und die von John Moore und Heller 1844 entwickelte Zuckerprobe.
1981 legte die österreichische Post eine Sonderbriefmarke nach dem Porträt von Kriehuber auf.
Die Österreichische Gesellschaft für Laboratoriumsmedizin und Klinische Chemie verleiht seit 1999 den Johann-Florian-Heller-Preis.